# IRX6
IRX6‏ (Iroquois homeobox 6) هوَ بروتين يُشَفر بواسطة جين IRX6 في الإنسان.

## الوظيفة
IRX6 عضو في عائلة جينات علبة الإيراكوي المثلية. يبدو أن أعضاء هذه العائلة يلعبون أدوارًا متعددة أثناء تكوين أنماط أجنة الفقاريات.